# Hide U
Hide U is van het Britse muziekduo Kosheen uit 2000. Het is de eerste single van hun debuutalbum Resist.
Het nummer verhaalt hoe zangeres Sian Evans met haar 8-jarige zoon, die houdt van buitenspelen, verhuist van het platteland naar de grote stad, en ze haar zoon tijdens het buitenspelen wil behoeden voor de drukte van de stad. Het nummer werd een hit in het Verenigd Koninkrijk, waar het de 6e positie behaalde. In de Nederlandse Top 40 haalde het de 4e positie, en in de Vlaamse Ultratop 50 kwam het een plekje hoger.
Het nummer werd gebruikt als een van de soundtracks van het computerspel FIFA Football 2003.